# Slikkepind
En slikkepind er en type bolsje eller karamel/chokolade som er sat på en pind, som ofte er af plastik. Den kan have mange smage og former, men de mest normale er runde som enten smager surt, sødt eller stærkt.
Det hedder blandt andet en slikkepind på grund af sammensætningen af de to forskellige ting, en pind og bolsje eller karamel
- Wikimedia Commons har flere filer relateret til Slikkepind

| Mad og drikke | Spire Denne artikel om mad og drikke er en spire som bør udbygges. Du er velkommen til at hjælpe Wikipedia ved at udvide den. |